# دوري جرينلاند لكرة القدم 2013
دوري جرينلاند لكرة القدم 2013 هو موسم من دوري جرينلاند لكرة القدم. فاز فيه Boldklubben af 1967 ‏.